# Liste der denkmalgeschützten Objekte in Terfens
Die Liste der denkmalgeschützten Objekte in Terfens enthält die 8 denkmalgeschützten, unbeweglichen Objekte der Gemeinde Terfens.

## Denkmäler
| Foto |                 | Denkmal                                                                         | Standort                             | Beschreibung | Metadaten |
| ---- | --------------- | ------------------------------------------------------------------------------- | ------------------------------------ | --- | --- |
| ja   | Datei hochladen | Widum HERIS-ID: 92022 Objekt-ID: 106915 TKK: 34606                              | Dorfplatz 2 Standort KG: Terfens     | Der zweigeschoßige Mauerbau über Mittelflurgrundriss mit Satteldach wurde um 1800 anstelle des damaligen Mesnerhauses errichtet. Das Gebäude ist giebelseitig über eine Rundbogentür erschlossen, die Fenster- und Türöffnungen sind von Putzfaschen gerahmt. | BDA-Hist.: Q37757700 Status: § 2a Stand der BDA-Liste: 2025-06-30 Name: Widum GstNr.: .27                                                                |
| ja   | Datei hochladen | Kath. Pfarrkirche hl. Juliana HERIS-ID: 55960 Objekt-ID: 64884 TKK: 16847       | Dorfplatz 4 Standort KG: Terfens     | Die 1337 erstmals erwähnte Kirche wurde mehrmals erneuert und 1767 barockisiert. Der Nordturm mit Spitzhelm und gekoppelten Schallfenstern wurde um 1400, der einjochige, abgesetzte Chor mit fünfseitigem Schluss und gotischen Wandpfeilern um 1510/1515 errichtet. An der Westseite befindet sich ein gekehltes Spitzbogenportal, an der Südwand ein Fresko des hl. Christophorus von ca. 1470. Der Innenraum weist eine Stichkappentonne mit gemalten Stuckaturen und Fresken auf, die 1767 von Christoph Anton Mayr geschaffen wurden und Szenen aus dem Leben der hl. Juliana zeigen. An der Nordwand haben sich Fresken aus der Zeit um 1470 mit Darstellungen der Verkündigung, Geburt Christi und Anbetung der Könige erhalten. | BDA-Hist.: Q38069077 Status: § 2a Stand der BDA-Liste: 2025-06-30 Name: Kath. Pfarrkirche hl. Juliana GstNr.: .26 Kath. Pfarrkirche hl. Juliana, Terfens |
| ja   | Datei hochladen | Alter Friedhof und Kriegerdenkmal HERIS-ID: 92020 Objekt-ID: 106912 TKK: 115742 | bei Dorfplatz 4 Standort KG: Terfens | Friedhof mit Einfassung, die im Zuge der Erweiterung des Friedhofs 1990 in Beton erneuert wurde. Im Nordosten des Friedhofs sind noch Teile des alten Mauerwerks erhalten. | BDA-Hist.: Q37757636 Status: § 2a Stand der BDA-Liste: 2025-06-30 Name: Alter Friedhof und Kriegerdenkmal GstNr.: 107                                    |
| ja   | Datei hochladen | Alte Totenkapelle HERIS-ID: 92021 Objekt-ID: 106914 TKK: 17936                  | bei Dorfplatz 4 Standort KG: Terfens | Die gemauerte, einjochige Kapelle mit dreiseitigem Chor und Satteldach stammt aus dem letzten Drittel des 19. Jahrhunderts. Sie war ursprünglich von der alten Friedhofsmauer begrenzt und ist heute in eine 1994 neu errichtete Betoneinfriedung eingebunden. An der Giebelseite befindet sich ein über mehrere Stufen erreichbares Spitzbogenportal. Die Fenster- und Türöffnungen sind von gelben Putzfaschen gerahmt. Das Innere weist ein Stichkappen- und Kreuzgratgewölbe auf. In einer Spitzbogennische im Chor befindet sich ein Mosaik des auferstandenen Christus, das 1996 von der Firma Storch aus Zirl ausgeführt wurde.                                                                                                   | BDA-Hist.: Q37757667 Status: § 2a Stand der BDA-Liste: 2025-06-30 Name: Alte Totenkapelle GstNr.: .25                                                    |
| ja   | Datei hochladen | Mesnerhaus HERIS-ID: 92023 Objekt-ID: 106916 TKK: 115743                        | Dorfplatz 7 Standort KG: Terfens     | Das Haus wurde 1839 als Unterkunft für den Mesner erworben. | BDA-Hist.: Q37757737 Status: § 2a Stand der BDA-Liste: 2025-06-30 Name: Mesnerhaus GstNr.: .20                                                           |
| ja   | Datei hochladen | Wallfahrtskapelle Maria Larch HERIS-ID: 55981 Objekt-ID: 64909 TKK: 16849       | Eggen Standort KG: Terfens           | Eine 1678 errichtete Holzkapelle wurde 1698/99 durch einen gemauerten Bau ersetzt. Der Zentralbau über achteckigem Grundriss mit Kuppel wurde 1718 durch den Anbau eines rechteckigen Chores erweitert. Die Kuppel wurde dabei durch ein Satteldach ersetzt. Am Rokokoaltar von 1718 befindet sich das Gnadenbild, eine sitzende Madonna mit Kind. | BDA-Hist.: Q38069230 Status: § 2a Stand der BDA-Liste: 2025-06-30 Name: Wallfahrtskapelle Maria Larch GstNr.: .34 Maria Larch                            |
| ja   | Datei hochladen | Wasserkapelle Maria Larch HERIS-ID: 92181 Objekt-ID: 107080 TKK: 16854          | Standort KG: Terfens                 | Die aus dem 18. Jahrhundert stammende barocke Kapelle östlich unterhalb der Wallfahrtskapelle Maria Larch beherbergt einen Brunnen mit einer Statue des hl. Florian. | BDA-Hist.: Q37758624 Status: § 2a Stand der BDA-Liste: 2025-06-30 Name: Wasserkapelle Maria Larch GstNr.: .33 Maria Larch                                |
| ja   | Datei hochladen | Ölberggrotte HERIS-ID: 92216 Objekt-ID: 107120 TKK: 15548                       | Standort KG: Terfens                 | Die in einer natürlichen Felsnische am Eingang des Vomper Lochs gelegene, über mehrere gemauerte Stufen erreichbare Ölbergkapelle wurde Ende des 18. Jahrhunderts errichtet. Sie besteht aus einer Altarretabel mit gemalter Ölbergdarstellung, einer Kreuzigungsgruppe und seitlichen Grabwächtern. Die Grotte wird von einem Eisengitter geschützt. | BDA-Hist.: Q37758947 Status: § 2a Stand der BDA-Liste: 2025-06-30 Name: Ölberggrotte GstNr.: 583/1                                                       |

## Ehemalige Denkmäler
| Foto |                 | Denkmal                                                                            | Standort                           | Beschreibung | Metadaten |
| ---- | --------------- | ---------------------------------------------------------------------------------- | ---------------------------------- | --- | --- |
| ja   | Datei hochladen | Kath. Filialkirche, Christuskirche Vomperbach Objekt-ID: 106907 TKK: 16844bis 2013 | Kirchboden 24 Standort KG: Terfens | Die Kirche in Vomperbach wurde 1973–1975 nach Plänen von Ulrich Feßler erbaut. Der Grundriss ist ein Kreissegment, das an zwei Seiten im Quadrat geschlossen ist. Der Zugang erfolgt im Norden über eine breite Glasfront. Der freistehende Turm an der Ostseite besteht aus zwei Betonplatten mit einer Treppe dazwischen. Der Innenraum weist eine Betondecke mit kreuzförmigem, raumbildendem Unterzug und über dem Eingang eine Empore auf runden Säulen auf. | BDA-Hist.: Q106681522 Status: § 2a Stand der BDA-Liste: 2013-06-28 Name: Kath. Pfarrkirche, Christuskirche Vomperbach GstNr.: 607/65 Filialkirche Vomperbach |